# Pseudo-Filón
Pseudo-Filón
es el nombre generalmente utilizado para el autor desconocido del Libro de las antigüedades bíblicas (conocido a menudo con el nombre latino de Liber antiquitatum biblicarum o por sus siglas LAB).
En la antigüedad muchos pensaron que el Libro de las antigüedades bíblicas había sido escrito por Filón de Alejandría (20 a. C.-45 d. C.), por lo que a menudo se transmitió dentro de colecciones latinas de este autor, lo cual contribuyó a perpetuar esta opinión.
Sin embargo, los estudiosos hace mucho tiempo que reconocieron que la obra no podía ser de Filón.
A este respecto, destaca la enorme diferencia con que Filón y el autor de las Antigüedades bíblicas se acercan y utilizan la Biblia hebrea.
Por eso, actualmente los estudiosos llaman pseudo-Filón al autor de las Antigüedades bíblicas, siguiendo la práctica del filólogo alemán Leopold Cohn (1856-1915), experto en Filón.
El Libro de las antigüedades bíblicas del pseudo-Filón se ha conservado en latín en 18 manuscritos completos y 3 fragmentarios. Estos manuscritos se han datado entre los siglos
XI y XV d. C.
Algunas porciones de las Antigüedades bíblicas se encuentran también en las Crónicas de Jerahmeel, una obra del siglo XIV escrita en hebreo.

## Fecha de la obra
La mayoría de los estudiosos sostienen que la el Libro de las antigüedades bíblicas fue escrito entre la mitad del siglo I d. C. y la mitad del siglo II.
Algunos proponen que el pseudo-Filón escribió su obra poco antes de la destrucción de Jerusalén y su templo el año 70 d. C., mientras que otros sugieren que las escribió después de esta fecha, incluso algo después de la rebelión de Bar Kojba (132-136 d. C.)
Una minoría de académicos propone fechas fuera de estos límites (por ejemplo, Abram Spiro sugiere que el Libro de las antigüedades bíblicas fue compuesto en el siglo II a. C.,
J. R. Porter lo fecha en el año 25 d. C.,
y Alexander Zeron postula que hay que poner su composición entre los siglos III y IV d. C.).
Entre la evidencia citada por quienes sostienen una composición anterior al año 70 d. C. está la descripción del Templo de Jerusalén como si todavía estuviese en pie y en él se ofreciesen sacrificio y en uso para sacrificios (véase Liber antiquitatum biblicarum, 22:8).
El sacerdote estadounidense Daniel J. Harrington (1940-2014) escribe: "Una fecha anterior al año 70 d.C. (y quizás en torno al tiempo de Jesús) parece sugerida por el tipo de texto de Antiguo Testamento que utiliza en el libro, la actitud libre hacia el texto bíblico, el interés por los sacrificios y otros elementos referentes al culto, y el silencio sobre la destrucción del templo".
Por el contrario, Howard Jacobson, trata esta visión con desdén, afirmando simplemente: «En pocas palabras, no hay ningún argumento particularmente convincente que apoye una fecha anterior al 70».
Entre la evidencia citada a favor de una fecha de composición posterior al año 70, es que contiene paralelos temáticos con
el Apocalipsis siríaco de Baruc (2 Baruch) y
el Apocalipsis de Esdras (4 Esdras)
(textos judíos compuestos después de la destrucción del templo),
así como algunas referencias a la destrucción del templo (véase Liber antiquitatum biblicarum, 19:7).

## Lengua original
El consenso del mundo académico es que el Libro de las antigüedades bíblicas fue compuesto en hebreo y traducido al griego. Posteriormente, en torno al siglo IV d. C.,
se habría traducido al latín.
Para llegar a esta conclusión, los estudiosos se basan en la presencia de muchas lecturas difíciles en la obra del pseudo-Filón que se explican más fácilmente postulando la existencia de antecedentes hebreos y griegos.

## Descripción corta de contenido
Las Antigüedades bíblicas es una adaptación selectiva de los textos escriturísticos (o sea, la Biblia hebrea) y las tradiciones judías,
de modo parecido a lo que Flavio Josefo hace con sus Antiquitates judaicas (Antigüedades judías). Siguiendo un esquema narrativo básico derivado de la Biblia hebrea, la obra comienza con la creación del mundo (Liber antiquitatum biblicarum, 1) y concluye con la muerte del rey Saúl (Liber antiquitatum biblicarum, 65).
Como observa Leopold Cohn, el pseudo-Filón “pasa rápidamente por encima” u “omite” aspectos seguros de la narración bíblica, mientras que elaborando copiosamente otras, incluso suministrando “muchas adiciones bastante novedosas” que no encuentran paralelo en las Escrituras judías.
No obstante, muchas de estas adiciones tienen paralelos en otras tradiciones judías.
Basándose en el hecho de que la historia del pseudo-Filón acabe con la muerte del rey Saúl ha llevado a algunos estudiosos a pensar que el resto de la obra se ha perdido. Otros, por el contrario, piensan que el libro como lo conocemos hoy está completo, y que el pseudo-Filón quiso poner punto final a su obra con la muerte de Saúl.

### LasAntigüedades bíblicascomo fuente de leyendas
El Libro de las antigüedades bíblicas es la referencia más antigua que poseemos para muchas adiciones tardías a las historias bíblicas que conocemos por otras fuentes, como la historia de Abraham arrojado al fuego por los constructores de la Torre de Babel, el matrimonio de Dina (hija de Jacob) con Job, y la leyenda de que Moisés nació circuncidado. Al mismo tiempo, la obra del pseudo-Filón contiene muchos otros añadidos que se desvían sustancialmente de la norma, como la historia de Abraham liderando una rebelión contra los constructores de la Torre de Babel (razón por la cual fue arrojado al fuego).
El Libro de las antigüedades bíblicas incluye una lamentación cantada por la hija de Jefté sobre el sacrificio humano. Los comentaristas han notado que la caracterización de la hija es (como otros caracteres femeninos en la obra del pseudo-Filón) mucho más fuerte y más positiva que la de su contraparte bíblica.
La hija de Jefté en las Antigüedades bíblicas tiene nombre (Seila), es sensata y está dispuesta al sacrificio, en vez de mostrarse pasiva y reticente. Pieter van der Horst comenta que "el autor hace todo lo posible para poner a esta mujer en el mismo nivel que los Patriarcas, sobre todo Isaac".